# Sergej Jastrebov
Sergej Aleksejevitsj Jastrebov (Russisch: Сергей Алексеевич Ястребов, 1 februari 1952) was een voormalig basketbalspeler die uitkwam voor het nationale juniorenteam van de Sovjet-Unie. Hij speelde zijn gehele loopbaan voor CSKA Moskou.

## Carrière
Jastrebov was een één meter vijfentachtig lange Shooting-guard. Jastrebov speelde zijn gehele loopbaan voor CSKA Moskou. Met CSKA werd Jastrebov vijf keer landskampioen van de Sovjet-Unie in 1971, 1972, 1973, 1974 en 1976. Ook werd hij met CSKA Bekerwinnaar van de Sovjet-Unie in 1972 en 1973. In 1971 won Jastrebov met CSKA de EuroLeague door Ignis Varese uit Italië met 67-53 te verslaan. In 1976 stopte Jastrebov met basketbalspelen.

## Erelijst
- Landskampioen Sovjet-Unie: 5
  - Winnaar: 1971, 1972, 1973, 1974, 1976
  - Tweede: 1975
- Bekerwinnaar Sovjet-Unie: 2
  - Winnaar: 1972, 1973
- EuroLeague: 1
  - Winnaar: 1971
  - Runner-up: 1973